# Niinisaari (ö i Norra Karelen, Mellersta Karelen, lat 62,19, long 29,58)
Niinisaari är en ö i Finland. Den ligger i sjön Orivesi och i kommunen Rääkkylä i den ekonomiska regionen  Mellersta Karelens ekonomiska region  och landskapet Norra Karelen, i den sydöstra delen av landet, 300 km nordost om huvudstaden Helsingfors. Öns area är 9,3 hektar och dess största längd är 480 meter i öst-västlig riktning.